# Roman Amojan
Roman Amojan, född den 3 september 1983, är en armenisk brottare som tog OS-brons i bantamviktsbrottning i den grekisk-romerska klassen 2008 i Peking.